# ماركو فابيان
ماركو خونفاي فابيان دي لا مورا الشهير باسم ماركو فابيان (بالإسبانية: Marco Jhonfai Fabián de la Mora)‏ (ولد في 21 يوليو 1989 في سابوبان) لاعب كرة قدم دولي مكسيكي يلعب حالياً في مركز الوسط المهاجم .

## روابط خارجية
- ماركو فابيان على موقع الاتحاد الدولي (مؤرشف)  (الإنجليزية)
- ماركو فابيان على موقع الدوري الأمريكي (الإنجليزية)
- ماركو فابيان على موقع قاعدة بيانات كرة القدم.إي يو (الإنجليزية)
- ماركو فابيان على موقع ناشيونال فوتبول تيمز (الإنجليزية)
- ماركو فابيان على موقع Soccerway.com (الإنجليزية)
- ماركو فابيان على موقع عالم كرة القدم.نت (الإنجليزية)
- ماركو فابيان على موقع اللجنة الأولمبية الدولية (الإنجليزية)
- ماركو فابيان على موقع أوليمبيديا (الإنجليزية)
- ماركو فابيان على موقع AS.com (الإسبانية)